# Ascanio in Alba
Ascanio in Alba (Ascanio en Alba) es una ópera en dos actos, compuesta por Wolfgang Amadeus Mozart (1771) basado en texto de Giuseppe Parini en lengua italiana. Lleva por número KV 111. 
Se compuso por encargo de la emperatriz María Teresa, para las bodas de su hijo, el Archiduque Fernando de Austria. Se estrenó en el Teatro Regio Ducal de Milán el 17 de octubre de 1771. 
Se subtitula Festa teatrale in due parti (Fiesta teatral en dos partes).

## Historia
Fue un encargo hecho por la emperatriz, a través del gobernador general de Lombardía, con sede en Milán, Karl Joseph Cande Firmian (1716-1781), con motivo de las bodas de su hijo, el Archiduque Fernando de Austria (1754-1806), con María Beatriz d’Este (1750-1829), heredera de Breisgau y de Módena. Este encargo motiva el segundo viaje de Mozart a Italia, donde permanece la segunda mitad del año 1771. 
Se representó en el teatro Regio Ducal de Milán el 17 de octubre de 1771.
Se conocen los cantantes del estreno: 
Venus, soprano, Geltrude Falchini o Facchini
Ascanio, mezzosoprano castrado, Giovanni Manzuoli, muy admirado por Mozart
Silvia, soprano, María Girelli o Girelli-Aguilar
Acestes, tenor, Giuseppe Tibaldi
Fauno, soprano castrado, Adamo Solzi
Resultó ser un rotundo éxito, empequeñeciendo la ópera oficial del evento, Ruggiero, de Johann Adolph Hasse, que se había representado el día anterior. Según señala A. Poggi en su Mozart. Repertorio completo, el premio de Mozart fue “un reloj, en oro y diamantes, decorado con un retrato esmaltado de la emperatriz”, así como la promesa de futuros trabajos, lo cual no se materializó. Le siguieron tres representaciones más. No volvió a representarse de nuevo hasta el siglo XX, gracias a Bernhard Paumgartner (1958).
Esta ópera se representa poco; en las estadísticas de Operabase Archivado el 14 de mayo de 2017 en Wayback Machine. aparece la n.º 224 de las óperas representadas en 2005-2010, siendo la 34.ª en Austria y la decimonovena de Mozart, con 12 representaciones en el período.

## Argumento
La acción tiene lugar en el sitio de la futura ciudad de Alba Longa, cerca de Roma, en tiempos míticos.

### Primera parte
En la escena inicial aparecen la diosa Venus y Ascanio, el hijo que tuvo de Eneas. La diosa muestra a su hijo el hermoso paisaje donde surgirá la ciudad de Alba. Es un lugar bucólico, poblado de ninfas y pastores que la veneran. Sobre esta ciudad deberá reinar Ascanio, después de casarse con Silvia, ninfa de la estirpe de Hércules, que es su prometida. 
Ascanio está preocupado porque Silvia no lo conoce. La madre le revela que desde hace cuatro años Amor se le aparece en sueños con la cara del propio Ascanio, y así ha conquistado el corazón de la joven. La diosa le insta a no revelar su identidad a Silvia, sino adoptar una falsa para probar su virtud. 
Entre tanto, el sacerdote Aceste prepara la boda. Fauno y los pastores cantan alabanzas a Venus. Obedeciendo a la diosa, Ascanio pretende ser un extranjero atraído por las bellezas del lugar. Aceste dice a los pastores que su valle será el emplazamiento de una bella ciudad, y que tendrán un soberano, Ascanio, antes de que acabe el día; y a Silvia le dice que será la novia de Ascanio. La ninfa Silvia le contesta que está enamorada de un joven que ha visto en sueños. El sacerdote la tranquiliza, diciéndole que ese joven no puede ser otro que Ascanio.

### Segunda parte
Ascanio descubre a Silvia entre los pastores y se dirige a ella. La muchacha inmediatamente reconoce al joven de sus sueños. Fauno interviene y sugiere "al extranjero" (Ascanio) que se marche. Convencida de que el extranjero no es su prometido Ascanio, Silvia se escapa declarando nunca se casará con nadie.
Aceste consuela a Silvia, diciendo que sus tribulaciones están a punto de acabar. Los pastores y las ninfas, así como Aceste y Silvia, entonan magníficos coros en honor de la diosa. Silvia y Ascanio unen sus voces al coro y la diosa desciende en su carro, rodeada por nubes, acompañada de las Gracias y Genios. Ascanio revela su identidad..
Venus une a los dos amantes y explica cómo quería que su hijo descubriera la virtud de su novia. Aceste pronuncia un juramento de fidelidad y lealtad al Venus, y ésta se retira. Sólo le queda a Ascanio perpetuar la estirpe de Eneas y regir la ciudad de Alba.

## Valoración musical
- Instrumentación original

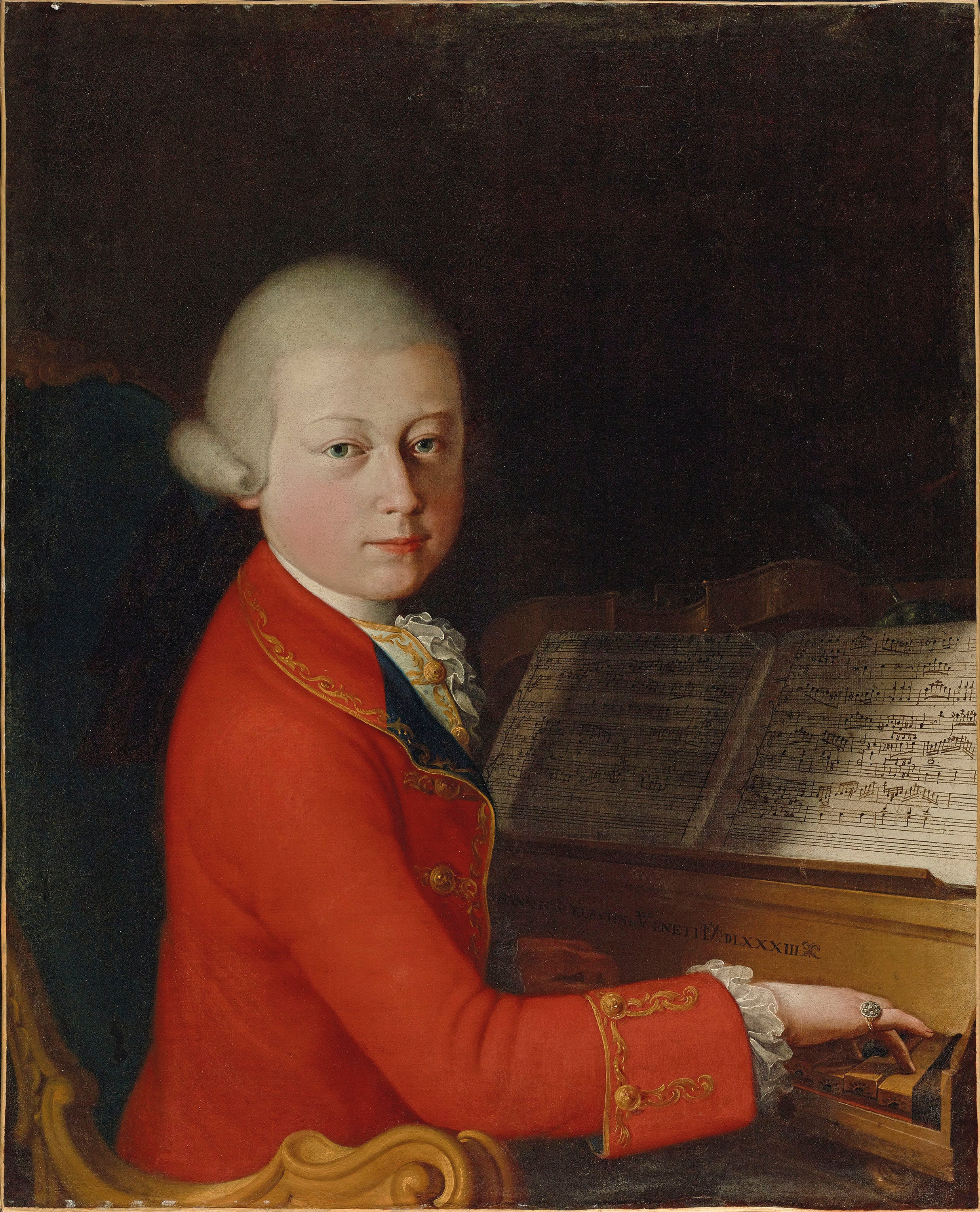
Retrato de Mozart en 1770

La orquesta consiste en cuerda, dos flautas, oboes, fagots, trompas, trompetas, timbales y bajo continuo. 
- Libreto

El libreto del Abate Giuseppe Parini (1729-1799) es una comedia pastoril-alegórica, al modo típico de las conmemoraciones cortesanas italianas. 
- Estructura musical

Tiene 22 episodios musicales: la “Overtura” (sic), tres arias, una cavatina, quince coros, un terceto y un ballet. 
De las piezas vocales de esta ópera, destacan: 
Acto I
N.º 3 Aria de Venus: L’ombra de’ rami tuoi
N.º 8 Aria de : Se il labbro più non dice
N.º 14 Aria de Silvia: Come è felice stato
N.º 16 Aria de Ascanio: Ah, di si nobil alma
Acto II
N.º 19 Aria de Silvia: Spiega il desio
N.º 23 Aria de Silvia: Infelici affetti miei
N.º 25 Aria de Ascanio: Torna, mio bene, ascolta
N.º 28 Coro de pastores, ninfas y pastoras: Scendi, celeste Venere
N.º 31 Terceto de Silvia, Ascanio y Aceste: Ah, caro sposo, oh Dio!
- Valoración

Mozart tenía quince años cuando la compuso. Es una verdadera ópera barroca, en la que la domina la tramoya y los artificios teatrales sobre el desarrollo del drama. Además, se alababa directamente a la emperatriz, representada alegóricamente como Venus que tutelaba a su hijo Ascanio (Archiduque Fernando) al casarse con la bella Silvia (trasunto de María Beatriz de Módena).
Se trataba de un trabajo ajustado a la edad y talento del compositor, sin exigencias dramáticas, y con la única obligación de ensamblar una serie de coros, danzas, recitativos, revistiendo cada pieza de su mejor manto musical. “Mozart supo componer recitativos con y sin acompañamiento, así como florituras virtuosísticas para los sopranos” (A. Einstein, citado por Poggi, A.)

## Discografía
Hay una grabación de esta ópera, con dirección de Leopold Hager, con Arleen Augér, Edith Mathis, Agnes Baltsa, Peter Schreier, Coro de Cámara de Salzburgo y la Orquesta del Mozarteum de Salzburgo (Philips). Existe otra, del sello Naxos, dirigida por Jacques Grimbert, con Lorna Windsor, Michael Chance, Jill Feldman, Howard Milner y Rosa Mannion, el Concerto Armónico de Budapest y el Coro de la Universidad de París-Sorbona.